# Station Wood End
Wood End is een spoorwegstation van National Rail in Wood End, Stratford-on-Avon in Engeland. Het station is eigendom van Network Rail en wordt beheerd door West Midland Trains. Het station is een request stop, waar treinen alleen stoppen op verzoek.